# Weimersheimer Bach
Der Weimersheimer Bach ist ein linker Zufluss der Schwäbischen Rezat bei Weißenburg in Bayern im mittelfränkischen Landkreis Weißenburg-Gunzenhausen.

## Verlauf
Der Weimersheimer Bach entspringt am Flüglinger Berg, nahe dem Waldgewann Weiherholz auf einer Höhe von 478 m ü. NN, circa einen Kilometer westlich vom Zentrum der namensgebenden Ortschaft Weimersheim. Der Bach verlässt das Waldgebiet und durchfließt von da an eine weite Offenlandschaft im Vorland der Südlichen Frankenalb. Der Weimersheimer Bach fließt beständig in östliche bis südöstliche Richtung und durchfließt zunächst Weimersheim, wobei das Gewässer innerorts verdolt ist. Nachdem der Bach die Kreisstraße WUG 1 parallel begleitet, fließt er durch Hattenhof sowie südlich an Weißenhof vorbei. Bei Weißenburg in Bayern mündet er auf einer Höhe von 404 m ü. NN von links bzw. von Westen in einen Seitenarm der Schwäbischen Rezat.